# Helena Barbagelata
Helena Barbagelata (1991) es una modelo, artista multidisciplinaria, escritora y activista italoisraelí .

## Vida y carrera
Inició su carrera como modelo a una edad temprana, siendo descubierta por un fotógrafo de moda. Comenzó con la agencia New Model y más tarde firmó con Model Management. Desde su debut, ha aparecido en la portada de numerosas revistas y desfiles de moda. 
Se graduó en filosofía en la Universidad de Atenas, Grecia, donde también obtuvo un doctorado en filosofía. 
Desde 2009, ha participado en numerosas exposiciones individuales y colectivas. Como artista ecléctica, su actividad abarca el campo de la pintura, escultura, danza, música, performance, cine y literatura. 
En 2021 participó en el "Proyecto Lazaretta: Historias digitales del Viejo y Nuevo Mundo", Festival Eyes Walk, CulturePolis, con el apoyo del Ministerio de Cultura y Deportes del Gobierno griego, con su cortometraje La llave del abismo. . Ese mismo año, participó en la Exposición de Pascua del Mercado de Arte de Israel, y expuso su serie INSULA en Kulturschöpfer, Green Hill Gallery en Berlín, Alemania . Tuvo su trabajo en exhibición en el Gorki Park, Muzeon Art Center en Moscú, Rusia, como uno de los finalistas de "TAKEDA ART/HELP. Premio internacional de arte "Expandiendo los límites de lo visible", otorgado por la Academia de Bellas Artes Repin de San Petersburgo y la Escuela de Arte y Diseño HSE.Fue invitada a participar en la XIII Bienal de Florencia Eterno Femenino/Eterno Cambio, Conceptos de Feminidad en el Arte y Diseño Contemporáneo, bajo el patrocinio del Parlamento Europeo, la Comisión Italiana de la UNESCO, el Ministerio Italiano de Cultura y Turismo, la Región de Toscana y el Municipio de Florencia. 
En 2022 expuso AHAVA en Roma, Italia, en Millepiani en la exposición colectiva "DECLARACIÓN POLÍTICA". La artista también presentó su serie The Movable Limit en Florencia, Italia, en la galería Florence Contemporary Art Gallery y participó en la instalación de videoarte Artists at Work en Amberes, Bélgica, en la galería NIIC para Antwerp Art Weekend. Su obra Magma fue expuesta en Buenos Aires, Argentina, en la Galería Gisel Durán y obtuvo una mención del jurado. Participó en la muestra colectiva 1000 Mujeres en el Arte, en Nuevo León, México, en el Museo del Antiguo Palacio de García, en homenaje al Día Internacional de la Mujer .
En 2023, expuso su serie de técnica mixta Untamed Skin, en Laguna Beach, California, en Las Laguna Art Gallery. Su serie en acrílico y gouache The Long Road Home estuvo expuesta en la Universidad de Concordia, Montreal, como parte de la exposición multimedia Arts & Human Rights: Conversing Multiplicities organizada y desarrollada por el Centro de Investigación y Educación en Derechos Humanos (HRREC) de la Universidad . de Ottawa, Canadá . Obtuvo el premio Best in Show por su obra Darar II, en la exposición colectiva Essence en Hong Kong, en la Galería Omata.
Sus obras de arte han aparecido en varias revistas y catálogos de arte internacionales, como Artist Talk Magazine, Art Magazineium, Modern Renaissance, GRAES, Antithesis, Tint Journal, Bruselas Art Vue, entre otros.
Es miembro de la Fundación Cultural América-Israel.

## Obras publicadas

### Autora e ilustradora
- Shayit, 2023, publicado por Modern Renaissance - Arts Magazine, Culturally Arts Collective.[29]
- Fire and Brimstone, 2023, publicado por Insights of an Eco Artist .[30]
- Color Sur y Rimon, 2022, publicado por Art Magazineium.[31]
- Gymnographia, 2022, publicado por Horizonte Gris - Revista Literaria. [32]
- Tres poemas y tres ilustraciones de Fasti Diurni, 2021, publicado por Magma Magazine Italia , con comentario de Damiana De Gennaro.[33]
- Amarelinha, 2021, publicado por Laranja Original - Revista de Literatura y Arte, edición otoño/invierno 2021, São Paulo, Brasil.[34]
- El Naranjo Embrujado, Tres poemas y tres ilustraciones, 2021, publicado por Ruído Manifesto - Literatura, Crítica e Audiovisual.[35]
- Tsippor, 2021, publicado por Pigeon Review - an Art and Literary Journal, número de agosto/verano.[36]
- Chofesh, 2021, publicado por Revista Rito, número de junio.[37]
- Firedances, 2021, publicado por Bookends Review, número de septiembre.[38]
- Alegrías, 2020, publicado por Revista GRAES - Para Mentes Multilingües, número 2, Dialecto.[39]
- Kedoshim, 2020, portada de revista, publicada por Kind Writers - Literary Magazine, San Diego, California.[40]
- River-Daughters, 2020, publicado por The New Southern Fugitives - Literary Zine, vol. 3, Número 25, SFK PRESS, Luisiana, EE.UU.[41]
- Éxodo, 2020, publicado por Writing for Peace - A Literary Journal of the Arts, Resistance Issue. Nueva York, Estados Unidos.
- Dryad, 2019, publicado por Formidable Woman Sanctuary Número 2, vol. 1.[42]

### Ilustrado por Barbagelata
- Ficção Talvez Ensaio, ilustrado por Shevirat, 2023, publicado en Revista Caliban, escrito por Demétrio Panarotto.[43]
- Omisiones, 2022, publicado en The Brooklyn Review, escrito por Lauren McGovern.[44]
- Ghosts of Shivalik, 2021, publicado por AbstractMagazine:Contemporary Expressions, escrito por Kulbir Saran.[45]

- Por favor, que no me malinterpreten, 2020, SINK Hollow - Número 9, Universidad Estatal de Utah, escrito por Rebecca Bihn-Wallace.[46]
- The Music Woman Plays Infinite Strings, 2020, publicado por TINT Journal - Número 2, escrito por Rhea Malik.[47]
- Loving Myself Sick, 2020, publicado por ANTITHESIS Journal - Volumen 30, Mental. Universidad de Melbourne, Australia, escrito por Maja Amanita.[48]
- Entre as coisas estrangeiras, 2020, InComunidade - Arte y Cultura. #Número 99, escrito por Marcos Pamplona.[49]
- Subversa, Vol.5, nº10, portada de revista e ilustraciones internas, 2016, publicado por Subversa.[50]
- Subversa, Vol.5, nº4, portada de revista e ilustraciones internas, 2016, publicado por Subversa.[51]

### Incluyendo obras de Barbagelata
- Revista Artist Talk, 2023, número 23, publicada por Milne Publishing.[52]
- Art Magazineium, número 22, 2023 publicado por Art Magazineium.[53]
- Revista Goddess Arts, 2023, número 8, publicada por Lena Snow.[54]
- 1000 Mujeres en el Arte, 2022, curada por Cintia Arellano (org), publicado por el Museo Nacional del Antiguo Palacio de García, con el apoyo del Municipio de Nuevo León, México.[55]
- Naturaleza ilimitada, 2022, publicado por Bruxelles Art Vue.[56]
- Premio de Arte Social 2021-Nueva Ecologización, Edición No. 3, 2021, publicado por el Instituto de Arte e Innovación e. V. ISBN:978-3-9819114-3-5.[57]
- Niños refugiados: vulnerabilidades y fortaleza a través del arte, 2022, publicado por Artvocate Journal.[58]
- The Working Artist, 2021, Vol.1, publicado por Working Artist.
- ChromART, 2021, publicado por Chroma Art Gallery, editora Georgina Magklara.[59]